# Marca de Ivrea
Marca de Ivrea a constituit un extins ținut de frontieră situat în nord-vestul Regatul Italiei medievale, datând de la finele secolului al IX-lea până la începutul celui de al XI-lea. Reședința sa se afla la Ivrea, în Piemontul de astăzi și s-a aflat în posesia Anscarizilor, familie de margrafi din regiunea Burgundiei. Marca a reprezentat frontiera dintre Italia și Franța.

## Istoria
După depunerea împăratului carolingian din Occident Carol cel Gras de către nepotul său de frate Arnulf de Carintia în 887, puterea în Italia a fost asumată de către margraful Berengar I din familia Unruochingilor, pe atunci margraf de Friuli, care a primit Coroana de fier a regilor longobarzi din mâinile arhiepiscopului Anselm al II-lea de Milano. Arnulf, rege al francilor răsăriteni (Germaniei) a pornit în marș asupra Italiei, pentru a dobândi coroana longobardă pentru sine, drept pentru care Berengar a găsit de cuviință să îi presteze omagiu, fapt care a condus la o discordie a sa cu nobilimea din Italia. Aceasta din urmă a ales să susțină pe ambițiosul duce Guy al III-lea de Spoleto, care tocmai eșuase în tentativa de a-i succeda lui Carol cel Gras în Francia Apuseană (Franța), însă această nouă oportunitate l-a condus la succes, având suportul arhiepiscopului Anselm de Milano și al papei Ștefan al V-lea și reușind să îl înlăture pe Berengar și să se încoroneze ca rege al Italiei la Pavia, în 889.
Guy a întemeiat Marca de Ivrea pentru ruda sa, Anscar în 888. Anscar și familia lui fuseseră susținători fideli ai lui Guy în încercarea eșuată a acestuia de a pbține tronul Franței. Marca astfel constituită (numită inițial Marca Eporediană) cuprindea Piemontul și cea mai mare parte din coasta ligurică, cuprinzând regiunile orașelor Acqui, Alba, Asti, Bredulo, Auriate, Torino, Ivrea, Vercelli, Pombia, Stazzona, Bulgaria, Lomello, Savona și Ventimiglia. Anscar a rămas partizan credincios al lui Guy de Spoleto și al fiului acestuia, Lambert, chiar șo atunci când Arnulf de Carintia, chemat de papa Formosus a invadat din nou Italia, în 894. Însă după depunerea lui Lambert al II-lea din 896 however, Anscar a trecut în tabăra lui Berengar de Friuli, care a reușit să își impună stăpânirea asupra Italiei după moartea lui Arnulf din 899. În 902, Anscar a lăsat prin testament posesiunile din Ivrea fiului său, Adalbert I, care se căsătorise cu fiica lui Berengar, Gisela.
Cu toate acestea, Adalbert s-a aflat în relații neamiabile cu socrul său. Împreună cu margraful Adalbert al II-lea de Toscana, el a luat pe ascuns partea rivalului lui Berengar, Ludovic al III-lea "cel Orb", membru al familiei Bosonizilor și rege al Burgundiei Inferioare (Provence). După ce Ludovic a fost înfrânt, Adalbert s-a văzut nevoit să părăsească Marca de Ivrea și să caute refugiu în Provence, de unde s-a întors însă alături de noul său aliat, regele Rudolf al II-lea al Burgundiei Superioare, împreună cu care l-a înfrânt pe Berengar în 923, în Bătălia de la Firenzuola. Chiar și după ce Rudolf a trebuit să cedeze Italia lui Ugo de Provence în 926, familia Anscarizilor a continuat să se afirme la mijlocul acelui secol, iar unii dintre margrafii de Ivrea au devenit regi ai Italiei. Totuși, la începutul secolului al XI-lea, Marca de Ivrea a rămas vacantă, iar împăratul Conrad al II-lea nu a mai numit niciun nou margraf.

## Margrafi de Ivrea
- 888 – 902 Anscar
- 902 – 924 Adalbert I
- 924 – 940 Berengar
- 950 – 965 Guy
- 965 – 970 Adalbert al II-lea
- 970 – cca. 990 Conrad
- cca. 990 – 1015 Arduin